# Olive de Palerme
Pour les articles homonymes, voir Sainte Olive.
Olive de Palerme, sainte Olivia ou sainte Olive, née vers 448 à Palerme et morte le 10 juin 463 à Tunis, est une sainte martyre, fêtée le 10 juin.

## Histoire et tradition
Les sources textuelles les plus anciennes de sa vie comprennent un bréviaire gallo-italique du XIIe siècle conservé à Palerme et repris par les Bollandistes en 1885 (Actes de sainte Olive), un document en sicilien vulgaire du XIVe siècle trouvé à Termini Imerese, ainsi que d'une Vita contenue dans un lectionnaire du XVe siècle.
Selon ces sources, elle est la séduisante fille d'un aristocrate sicilien. À l'âge de treize ans, elle est enlevée par les Vandales et réduite en esclavage à Tunis. Impressionnés par sa vertu et sa beauté, ses ravisseurs lui accordent le droit de vivre en ermite dans une caverne.
Après avoir commencé à opérer des guérisons miraculeuses sur les malades de la région, Olivia amène de nombreuses personnes à la foi chrétienne. Elle est en conséquence emprisonnée et torturée. Elle est condamnée à mourir sur le bûcher. Les flammes refusant de la toucher, ses bourreaux la décapitent.
Patronne de Palerme au Moyen Âge, sainte Olive est de nos jours l'un des quatre quartiers de la ville, les autres saintes étant Agathe, Christine et Nymphe. Elles constituent donc les quatre saintes patronnes secondaires de Palerme, la principale étant sainte Rosalie depuis 1624.

## Place d'Olive dans l'islam tunisien

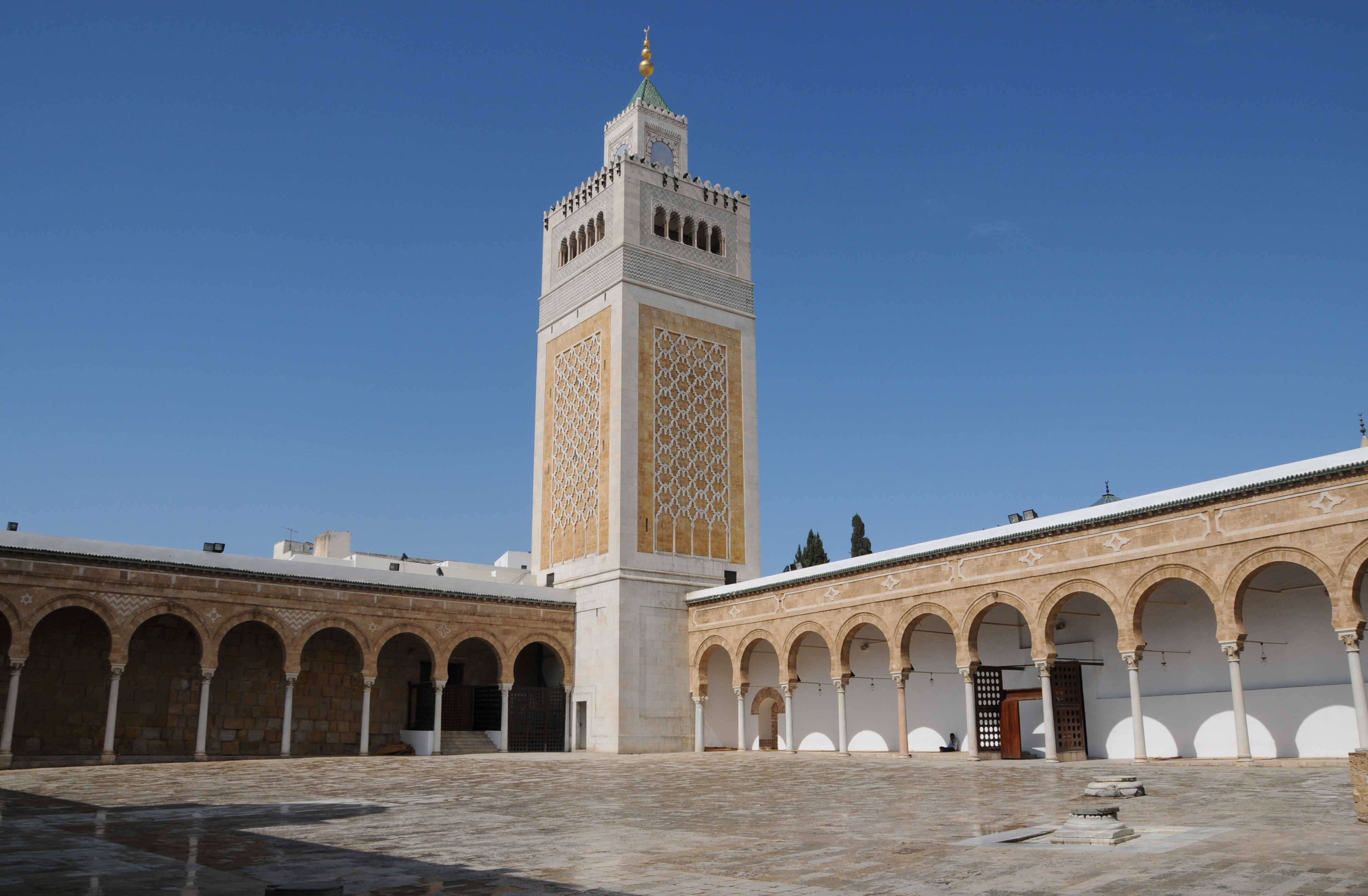
Cour intérieure et minaret principal de la mosquée Zitouna à Tunis (Tunisie).

La mosquée Zitouna est la plus ancienne de la capitale tunisienne. Une légende explique qu'à l'endroit de la mosquée se trouvait un lieu de prière antique près d'un olivier, zitouna en arabe tunisien. L'explication la plus admise a été transmise au XVIIe siècle par l'historien tunisien Ibn Abi Dinar, qui décrit la présence de la tombe de sainte Olive à cet endroit.
Des recherches contemporaines ont montré que la mosquée a bien été construite au-dessus d'une basilique chrétienne. Avec l'avènement de l'islam, la basilique est transformée en mosquée, gardant sa dédicace, traduite en arabe.
La sainte est particulièrement vénérée en Tunisie. Il est superstitieusement admis que si le site et sa mémoire sont profanés alors un malheur arrivera. Une croyance soutient que lorsque ses reliques seront récupérées, l'islam prendra fin. Cette légende liée à la découverte des reliques de la sainte, est également connue en Sicile. Elle est aussi répandue pour d'autres saints.
En 1402, le roi Martin Ier de Sicile demande le retour des reliques de sainte Olive au souverain hafside d'Ifriqiya, Abû Fâris, qui le refuse.
Les Tunisiens qui la vénèrent croient que leur religion disparaîtra avec le corps de la Sainte.

## Postérité

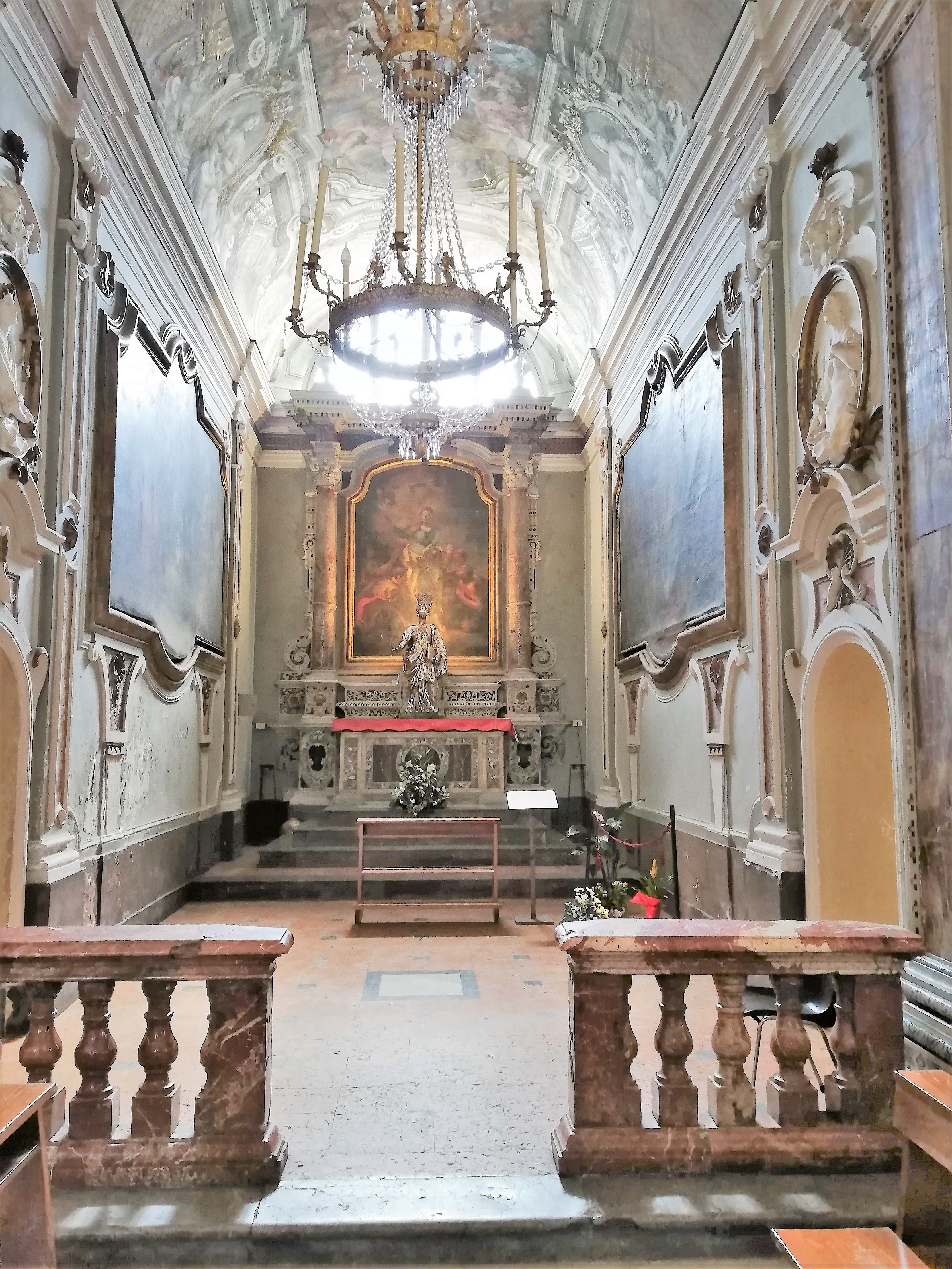
Chapelle Sainte-Olive où se trouve l'entrée du puits supposé abriter son corps dans l'église Saint-François-de-Paule à Palerme.

Une icône vénérée de l'école sicilienne-byzantine du XIIIe siècle, provenant du monastère de Martorana, la représente avec les saints Élie d'Enna, Vénèra (en) et Rosalie.
L'église Saint-François-de-Paule de Palerme (it) (San Francesco di Paola), qui lui est dédiée à Palerme depuis 1310, est supposée abriter son corps dans la chapelle qui lui est consacrée, sans que cela soit prouvé. Une légende indique en effet qu'il aurait été dérobé par des chrétiens palermitains en Tunisie et enterré près de la porte Carini à Palerme. Au IXe siècle, des preuves attestent d'une petite église de campagne à l'extérieur des murs de la ville dédiée à la Vierge et à sainte Olive, sur le site présumé de son tombeau. L'église se trouve à quelque distance de là. Une trappe a été mise à jour près de l'autel de sa chapelle, conduisant à un puits (pozzo di Sant'Oliva), dont l'eau est réputée miraculeuse et à tout un réseau de cavités et de tunnels.
Au XVIIe siècle, le poète Petru Fudduni (en) (né Pietro Fullone) lui a consacré un poème de 114 octaves (stances de huit vers).